# 뒷맛 (바둑)
뒷맛은 돌과 돌의 절충 뒤에 남는 미세한 여지, 모종의 가능성이다. 후속 수단을 노리는 맛이 남아 있는 것을 뜻한다. 절충한 결과가 분명하게 일단락되지 않고 어느 한 쪽의 모양에 후속 수단을 노리는 맛이 남아 있는 경우로, 뒷맛을 남긴 쪽에서는 불리할 수도 있다.